# Jacob Hutter

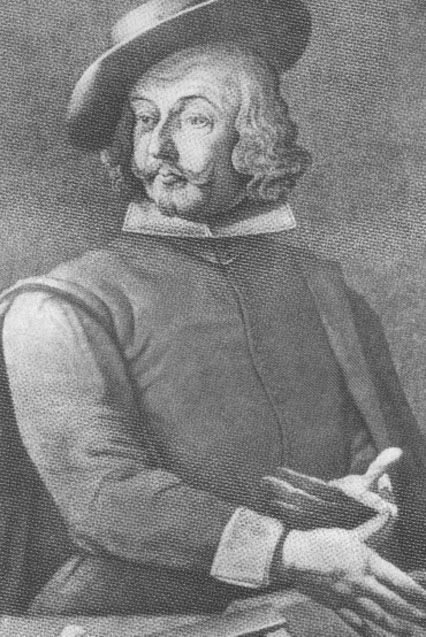
Jacob Hutter.

Jacob Hutter (Moos, ca. 1500 - Innsbruck, 1536) fue el líder de los anabaptistas comunitarios, hoy conocidos como Hermanos Huterianos.
Nació en Moos en el Valle de Pusteria, cerca de Bruneck, en el Condado de Tirol (Sacro Imperio Romano Germánico). Era sombrerero, profesión que aprendió en Prags y la practicó de modo itinerante. 
Se cree que conoció a los anabaptistas en Klagenfurt en 1529, fue bautizado y elegido para un ministerio. Se hizo predicador y fundó varias congregaciones pequeñas en el valle de Pusteria. Hutter y sus correligionarios defendían la necesidad de que los cristianos auténticos establecieran, además de la comunión espiritual, la comunidad de bienes, como lo hizo la comunidad cristiana de Jerusalén (Hechos 2:44). A principios de 1529 las autoridades tuvieron conocimiento de sus actividades allí y empezaron a perseguirles. Cuando supieron que en Moravia no se perseguía a los anabaptistas, Hutter mandó a algunos correligionarios a que explorasen la situación. Como resultó ser favorable, se fueron allá en grupos. Al ofrecerse en el Tirol una recompensa por su cabeza, Hutter se trasladó a Moravia en 1533, junto con otros muchos procedentes del Palatinado, Suabia y Silesia. Pero la Cámara de Moravia decretó en 1535 la expulsión de los anabaptistas, por lo que se marcharon a los países vecinos.
En mayo de 1535 Hutter se casó con Katherina Purst. El 29 de noviembre de 1535, fue traicionado en Klausen y entregado a las autoridades, arrestado y llevado a Innsbruck. Lo interrogaron, torturaron y ejecutaron, quemándolo públicamente en la hoguera el 2 de febrero de 1536. Su esposa Katherina también fue ejecutada dos años más tarde.